# Dihydroxyacetonefosfat
Dehydroxyacetonefosfat (DHAF, eller DHAP (fra engelsk dehydroxyacetone phosphate), også kaldet glycerolfosfat i ældre tekster) er en anion med formlen HOCH2C(O)CH2OPO32-. Denne anion er involveret i mange stofskifteveje, heriblandt Calvin-cyklus i planter og glykolyse. Den er dihydroxyacetones fosfatester.

## Opgave i glykolysen
Dihydroxyacetonefosfat ligger i glykolysens stofskiftevej, og er et af de to produkter, der skabes af reduceringen af fruktose-1,6-bifosfat, sammen med glycerolaldehyd-3-fosfat. Det isomeriseres hurtigt til glycerolaldehyd-3-fosfat - en proces, der kan vendes i modsat retning.